# Shine (家入里歐單曲)
《Shine》是家入里歐的第2張單曲。2012年5月16日由Victor Entertainment發售。

## 概要
〈Shine〉為富士電視台系連續劇《青蛙公主》的主題曲。

## 收錄曲

### 初回限定盤
（全曲 作詞:家入レオ、作曲:家入レオ・西尾芳彦）
1. Shine（页面存档备份，存于）
2. Hello（页面存档备份，存于）
3. カラフル
4. Shine（Instrumental）
5. Hello（Instrumental）(只限初回限定盤)

DVD（只限初回限定盤）
1. Shine [Music Video]
2. BACK STAGE 1
3. ripe [LIVE]
4. サブリナ [LIVE]
5. BACK STAGE 2

### 通常盤
1. Shine
2. Hello
3. カラフル
4. Shine（Instrumental）

## 外部連結
- Victor Entertainment介紹網站
  - 初回限定盤（页面存档备份，存于）
  - 通常盤（页面存档备份，存于）